# العلاقات الأسترالية المكسيكية
العلاقات الأسترالية المكسيكية هي العلاقات الثنائية التي تجمع بين أستراليا والمكسيك.

## مقارنة بين البلدين
هذه مقارنة عامة ومرجعية للدولتين:
| وجه المقارنة                                              | أستراليا                                   | المكسيك                                                                               |
| --------------------------------------------------------- | ------------------------------------------ | ------------------------------------------------------------------------------------- |
| المساحة (كم2)                                             | 7.69 مليون                                 | 1.97 مليون                                                                            |
| عدد السكان (نسمة)                                         | 24.51 مليون                                | 130.53 مليون                                                                          |
| الكثافة السكانية (ن./كم²)                                 | 3.19                                       | 66.26                                                                                 |
| العاصمة                                                   | كانبرا، ملبورن                             | مدينة مكسيكو                                                                          |
| اللغة الرسمية                                             | لغة إنجليزية                               | اللغة الإسبانية                                                                       |
| العملة                                                    | دولار أسترالي، جنيه إسترليني، جنيه أسترالي | بيزو مكسيكي                                                                           |
| الناتج المحلي الإجمالي (بليون دولار)                      | 1.32 تريليون                               | 1.15 تريليون                                                                          |
| الناتج المحلي الإجمالي (تعادل القوة الشرائية) بليون دولار | 1.10 تريليون                               | 2.16 تريليون                                                                          |
| الناتج المحلي الإجمالي الاسمي للفرد دولار أمريكي          | 56.31 ألف                                  | 9.01 ألف                                                                              |
| الناتج المحلي الإجمالي للفرد دولار أمريكي                 | 45.92 ألف                                  | 17.32 ألف                                                                             |
| مؤشر التنمية البشرية                                      | 0.939                                      | 0.756                                                                                 |
| رمز المكالمات الدولي                                      | +61                                        | +52                                                                                   |
| رمز الإنترنت                                              | .au                                        | .mx                                                                                   |
| المنطقة الزمنية                                           |                                            | منطقة زمنية وسطى، المنطقة الزمنية الجبلية، زمن منطقة المحيط الهادئ، منطقة زمنية شرقية |

## مدن متوأمة
في ما يلي قائمة باتفاقيات التوأمة بين مدن أسترالية ومكسيكية:
- ترتبط سيدني مع مدينة مكسيكو باتفاقية توأمة منذ 16 سبتمبر 1980.[20]

## منظمات دولية مشتركة
يشترك البلدان في عضوية مجموعة من المنظمات الدولية، منها:
| علم المنظمة | اسم المنظمة                                      | تاريخ انضمام أستراليا | تاريخ انضمام المكسيك |
| ----------- | ------------------------------------------------ | --------------------- | -------------------- |
|             | مجموعة العشرين                                   | ?                     | ?                    |
|             | منظمة التعاون الاقتصادي والتنمية                 | ?                     | ?                    |
|             | منتدى التعاون الاقتصادي لدول آسيا والمحيط الهادئ | 6 نوفمبر 1989         | 17 نوفمبر 1993       |
|             | منظمة التجارة العالمية                           | ?                     | 1995                 |
|             | الاتحاد البريدي العالمي                          | ?                     | ?                    |
|             | بنك التسويات الدولية                             | ?                     | ?                    |
|             | مجموعة الموردين النوويين                         | ?                     | ?                    |
|             | يونسكو                                           | 4 نوفمبر 1946         | 4 نوفمبر 1946        |
|             | الفريق المعني برصد الأرض                         | ?                     | ?                    |
|             | مؤسسة التمويل الدولية                            | 20 يوليو 1956         | 20 يوليو 1956        |
|             | منظمة حظر الأسلحة الكيميائية                     | ?                     | ?                    |
|             | مؤسسة التنمية الدولية                            | 24 سبتمبر 1960        | 24 أبريل 1961        |
|             | مجموعة أستراليا                                  | 1985                  | 2013                 |
|             | وكالة ضمان الاستثمار متعدد الأطراف               | 10 فبراير 1999        | 1 يوليو 2009         |
|             | الاتحاد الدولي للاتصالات                         | 27 مايو 1878          | 1 يوليو 1908         |
|             | منظمة الشرطة الجنائية الدولية                    | ?                     | ?                    |
|             | الأمم المتحدة                                    | 1 نوفمبر 1945         | 7 نوفمبر 1945        |
|             | البنك الدولي للإنشاء والتعمير                    | 5 أغسطس 1947          | 31 ديسمبر 1945       |
|             | المنظمة الهيدروغرافية الدولية                    | ?                     | ?                    |
|             | منظمة الأغذية والزراعة                           | ?                     | ?                    |

## وصلات خارجية
- موقع وزارة الخارجية الأسترالية
- موقع وزارة الخارجية المكسيكية